# Ранний возраст
Ранний возраст — период в развитии человека между младенчеством и дошкольным возрастом.

## Место раннего возраста в возрастных периодизациях
В советской психологии первая возрастная периодизация психического развития была разработана Л. С. Выготским и в дальнейшем изучалась Д. Б. Элькониным. Л. С. Выготский определил хронологические границы раннего возраста — от 1 года до 3 лет, а Д. Б. Эльконин отнёс его вместе с младенчеством к эпохе раннего детства. Ранний возраст начинается после кризиса первого года жизни и заканчивается кризисом трёх лет.
В западной психологии можно выделить следующие возрастные периодизации:
В концепции психосексуального развития З. Фрейда ранний возраст приходится на анальную фазу, когда ребёнка приучают к чистоплотности и пользованию туалетом. 
В психосоциальной теории Э. Эриксона ранний возраст соответствует анальной фазе в концепции З. Фрейда, однако автор добавляет, что в этот период ребёнок преодолевает кризис либо в пользу выбора автономии, либо чувства стыда/сомнения.  
Ж. Пиаже в теории когнитивного развития связывает ранний возраст с концом стадии сенсомоторного интеллекта и началом дооперациональной стадии.

## Физическое развитие в раннем возрасте
Физическое развитие в раннем детстве характеризуется интенсивным ростом и увеличением массы тела. Растёт грудная клетка, опускается диафрагма, а её мышцы становятся крепче. Также развиваются дыхательная система (за счёт увеличения лёгких и дыхательного объёма частота дыхания уменьшается), иммунная (повышается сопротивляемость на неблагоприятные условия среды), кровеносная (растёт сердце), пищеварительная (органы пищеварения уже могут переваривать разную пищу), нервная (развитие нервных клеток коры головного мозга). 
Примерно с 1 года до 2 лет совершенствуются двигательные навыки ребёнка. Он уже может подолгу ходить, менять положение, перешагивать через невысокие препятствия. Несмотря на активное развитие нервной системы, в этот период отмечается низкий предел работоспособности нервных клеток коры головного мозга, что приводит к быстрому утомлению ребёнка. 
С 2 лет заметно повышается сопротивляемость организма инфекциям, то есть активно развивается иммунная система, также система терморегуляции. Значительно повышается работоспособность нервной системы, однако повышенная возбудимость подкорковых отделов приводит к тому, что все реакции ребёнка сопровождаются сильными эмоциями. 
На третьем году жизни начинает функционировать долгосрочная память. Активно идёт развитие второй сигнальной системы: у ребёнка расширяется словарный запас, он лучше понимает речь взрослого. К концу года свободное владение речью достигает степени автоматизма. Также происходит развитие мелкой моторики, и оно оказывает влияние на развитие речевого центра и артикуляционного аппарата. К концу раннего возраста заканчивается прорезывание всех молочных зубов.
С 3 лет у ребёнка могут начаться боли роста в конечностях, не представляющие опасности и не являющиеся заболеванием. Вероятно, они возникают из-за более быстрого роста костей относительно связок и мышц.

## Социальная ситуация развития и ведущая деятельность
Социальная ситуация развития характеризуется распадом системы близких отношений со значимым взрослым и возникновением новой возможности для ребёнка непосредственно взаимодействовать с предметом, где образец способов действий с ним принадлежит взрослому. В сотрудничестве со взрослым происходит построение новой социальной ситуации развития, содержание которой — усвоение общественно выработанных способов действий с предметами (то есть схема социальной ситуации развития «ребёнок — предмет — взрослый»). Кроме того, ребёнок начинает овладевать речью, поскольку прежние средства общения не позволяют овладевать новыми предметами. Определённый уровень автономности ребёнка вместе с возникновением потребности в освоении предметного мира рождает новый тип ведущей деятельности — предметно-орудийной.
Были выделены следующие этапы овладения ребёнком логикой орудия в раннем возрасте:
1. Неспецифическое использование орудия (например, овладевая ложкой, ребёнок пробует использовать её в разных функциях, непригодных для еды (стучание, дотягивание ложкой до других предметов));
2. Ребёнок уже выделяет функцию орудия (ложка нужна для того, чтобы есть), но ещё не выделяет способа действия (например, ребёнок может перевернуть ложку другим концом и пытаться им зачерпнуть еду);
3. Ребёнок уже выделяет способ действия с ложкой, но согласованных движений руки пока ещё нет;
4. Ребёнок овладевает адекватной системой движения руки и, таким образом, на последнем этапе происходит полное овладение логикой орудия.

## Форма общения в раннем возрасте
Типичной формой общения в раннем возрасте является ситуативно-деловое общение со значимым взрослым. М. И. Лисина выделила 4 признака, когда у ребенка проявляется потребность в сотрудничестве со взрослым:
1. Ребёнок пытается привлечь внимание взрослого к своей деятельности;
2. Ребёнок ждёт оценки взрослого в случае успеха;
3. Ребёнок ждёт поддержки со стороны взрослого в случае неуспеха;
4. Ребёнок уклоняется от «чистой» ласки, однако с удовольствием её принимает как поощрение успехов и достижений.

## Развитие предметной игры
Вследствие того что предметно-орудийная деятельность в раннем возрасте приобретает характер ведущей деятельности, то с её появлением начинает развиваться и предметная игра.
Ф. И. Фрадкина выделила 3 этапа развития предметной игры:
1. Игра заключается в узкоподражательном манипулировании с предметом по образцу взрослого (данный этап проявляется в начале второго года жизни);
2. Способ предметных действий ребёнка расширяется, взрослый может создавать сложные цепочки действий для ребёнка, и они могут быть выполнены им (данные этап проявляется примерно с 1,6 года до 3 лет);
3. Возникают элементы воображаемой ситуации (а именно, ребенок может заменить один предмет другим) и впервые появляется роль.

Развитие предметной игры в дальнейшем формирует предпосылки для развития ролевой игры.

## Основные психологические новообразования
Развитие речи является центральной линией развития в раннем возрасте. Российские психологи выделяют 2 основных периода развития речи в раннем возрасте:
1. от 1 до 1,8 года — переходный период, который характеризуется следующими особенностями: пассивная речь развивается быстрее, чем активная; активная речь ребенка многозначна по семантике (под одним словом ребенок может понимать несколько предметов), своеобразна по звуковому составу (нарушение произношения фонем) и синтаксису (в этом период ребёнок говорит преимущественно однословными предложениями).
2. от 1,8 года до 3 лет — практическое овладение речью. Объём активного словаря увеличивается, и ребёнок начинает задавать вопросы о названиях предметов («Кто это?», «Что это?»).

В области восприятия в раннем возрасте происходит формирование константности восприятия. По мере овладения речью восприятие становится произвольным (слово начинает координировать восприятие ребенка).
В области мышления ребёнок в раннем возрасте начинает обнаруживать скрытые сущностные связи между объектами, то есть формируется наглядно-действенное мышление. Л. С. Выготский выявил, что в раннем возрасте в зависимости от характера обобщения уровень развития мышления характеризуется синкретами и комплексами. Синкреты — обобщение по чисто субъективным связям — характерны для первой фазы раннего возраста (1 — 1,6 года), комплексы — обобщение по конкретно-фактической, но случайной связи — характеры для второй фазы раннего возраста (1,6 — 3 года).

## Эмоционально-личностное развитие
В раннем возрасте происходит формирование типа привязанности к близкому взрослому. Дж. Боулби давал определение привязанности как модели поведения, которая обеспечивает сохранение контактов с близким взрослым и удовлетворяет потребность ребёнка в безопасности. Примерно к 2-3 годам формируется устойчивый тип привязанности, свидетельством этого является реакция ребёнка на разлуку с близким взрослым (реакция может быть разной в зависимости от сформированного типа привязанности; в случае надёжной привязанности ребёнок быстро успокаивается при разлуке с близким взрослым и радуется его возвращению).
Также в этот возрастной период возникают начальные формы социальных эмоций. К ним относят эстетические, моральные чувства (чувство стыда, вины, гордости), сочувствие и сопереживание другому человеку.